# Gangnihessou

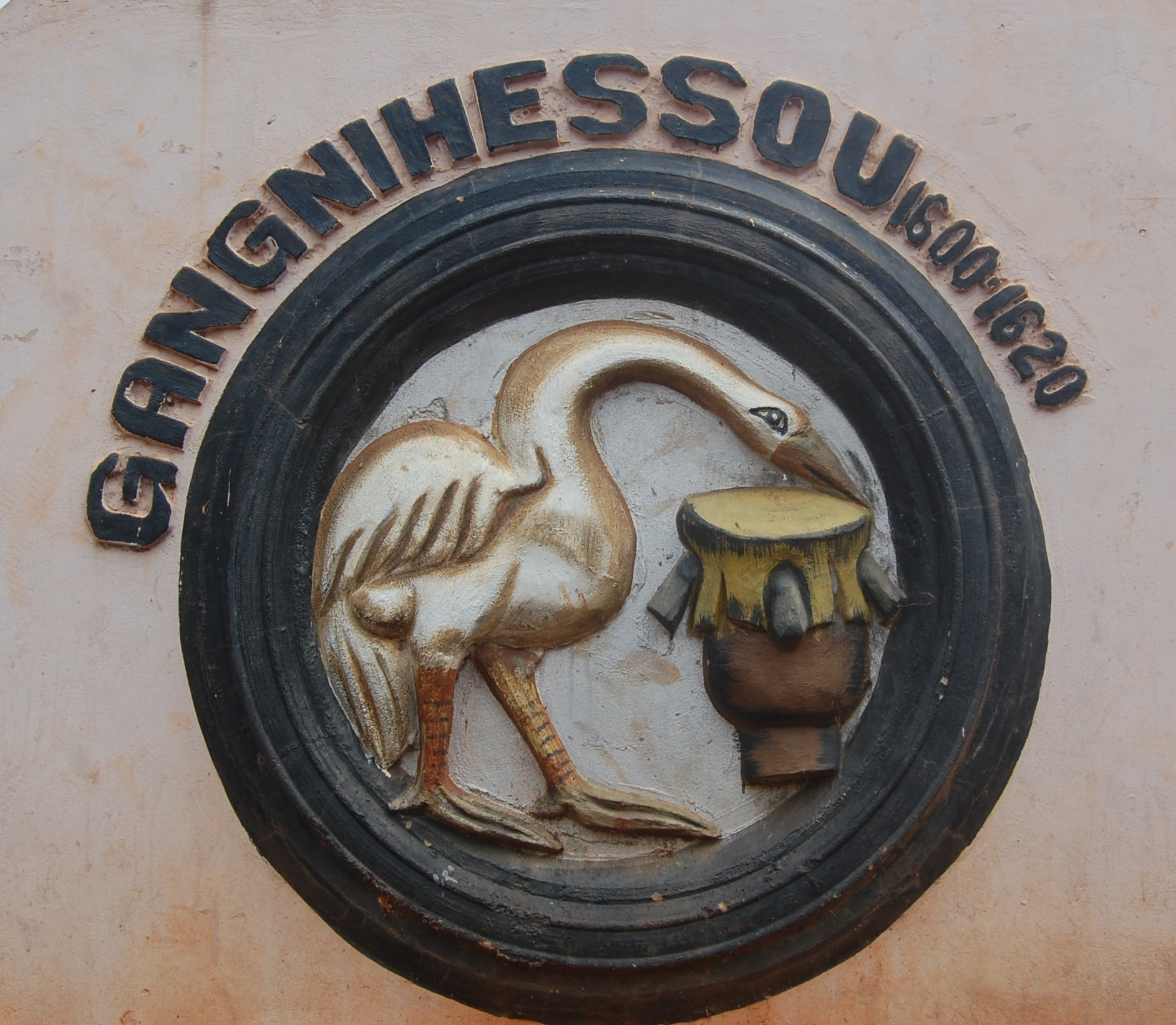
Símbolo de Gangnihessou, rey de Dahomey en la pared de la plaza Goho de Abomey en Benín.

Gangnihessou fue el primero de los reyes tradicionales llamados los "doce reyes de Dahomey". Dahomey fue un reino africano ubicado en lo que es hoy Benín. 

## Descendiente
De acuerdo a las historias, Gangnihessou proviene de una dinastía que en el siglo XVI vino de Tadó en el río Moro, un lugar que hoy en día se ubica en Togo, hasta Allada, y allí se convirtieron en reyes del Gran Ardra. Él fue uno de cuatro hermanos. Uno de ellos fue rey del Gran Ardra, y después de su muerte sus territorios fueron divididos entre sus tres hermanos. Así es como, junto con el Gran Ardra y el Pequeño Ardra, se creó Dahomey, a pesar de que originalmente no era mayor que la platea de Abomey

## Rey
Gangnihessou habría reinado en el año 1620 desde Tado en el río Moro, un lugar que ahora se sitúa en Togo, hasta Allada, y allí se convirtió en el rey de la Gran Ardra. Sus símbolos eran un pájaro gangnihessou masculino (el pájaro era un rebus (jeroglífico heráldico) basado en su nombre), un tambor, y lanzas de caza.

## Históricamente
Históricamente, no está completamente claro si él reinó efectivamente con el título de rey. Podría ser simplemente que haya sido un jefe influyente que presidía a los asuntos del reino gracias al eco que encontraban sus consejos para su hermano más joven, Dakodonou, que al contrario, se consideró en su tiempo claramente como un rey.
| Predecesor: - | Rey de Dahomey Siglo XVII-1620 | Sucesor: Dakodonou |

- Datos: Q104548